# Denis Markaj
Denis Markaj (sinh ngày 20 tháng 2 năm 1991) là một cầu thủ bóng đá người Kosovo Albania thi đấu ở vị trí hậu vệ trái cho câu lạc bộ Thụy Sĩ FC Winterthur.

## Sự nghiệp quốc tế
Vào ngày 7 tháng 10 năm 2015. Markaj được triệu tập vào Kosovo để thi đấu giao hữu với Guinea Xích Đạo và có màn ra mắt sau khi vào sân từ ghế dự bị ở phút 57 thay cho Leart Paqarada.